# スエズ港

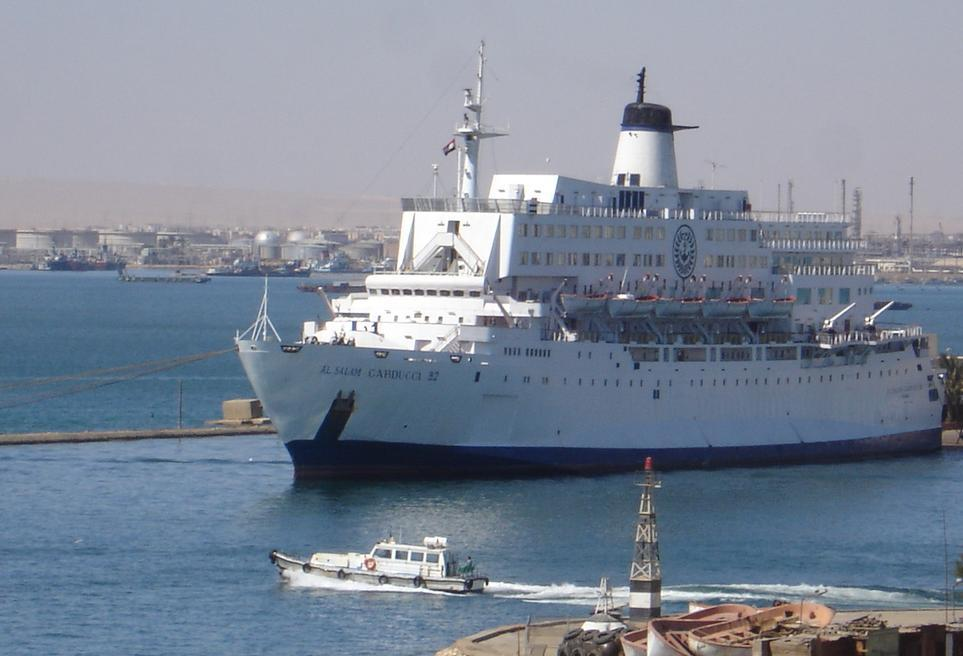
スエズ港に停泊しているエル・サラーム・カルドゥッチ82（2006年3月）

スエズ港（Suez Port）は、スエズ運河の南端にある、エジプトの港である。ラアス・エル＝アダビーヤからスエズ運河の入口までの北岸を含むムーサの源までの範囲を接している。本来の「タウフィーク港」は、運河の入口に指定された。スエズ港は、多数の湾とより大きいエリアをカバーしている。

## 歴史

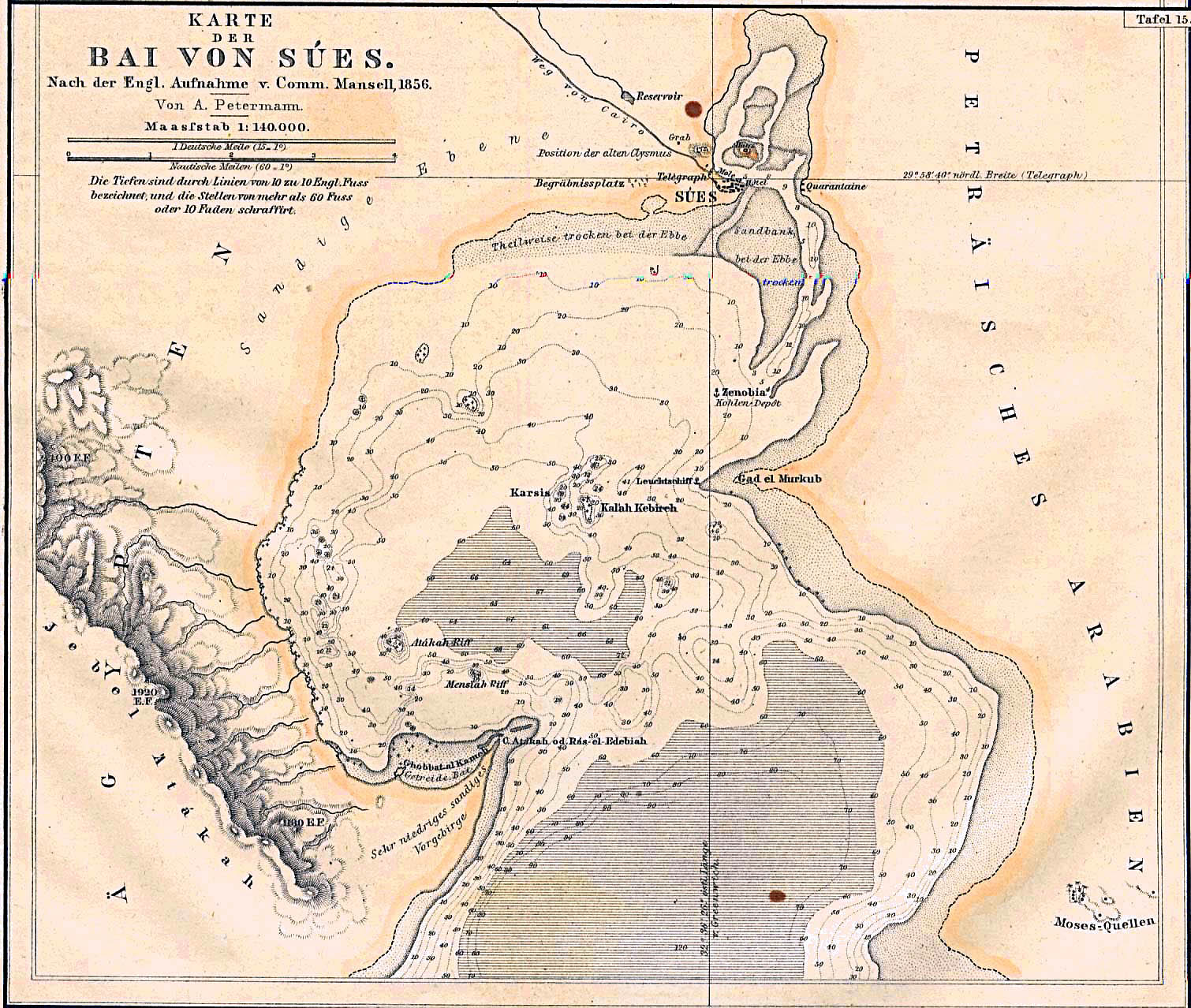
スエズ湾内でのスエズ港の位置。1856年のスエズ湾の地図。

## 地理
エル＝ゲディーダ湾が防波堤で囲まれている。

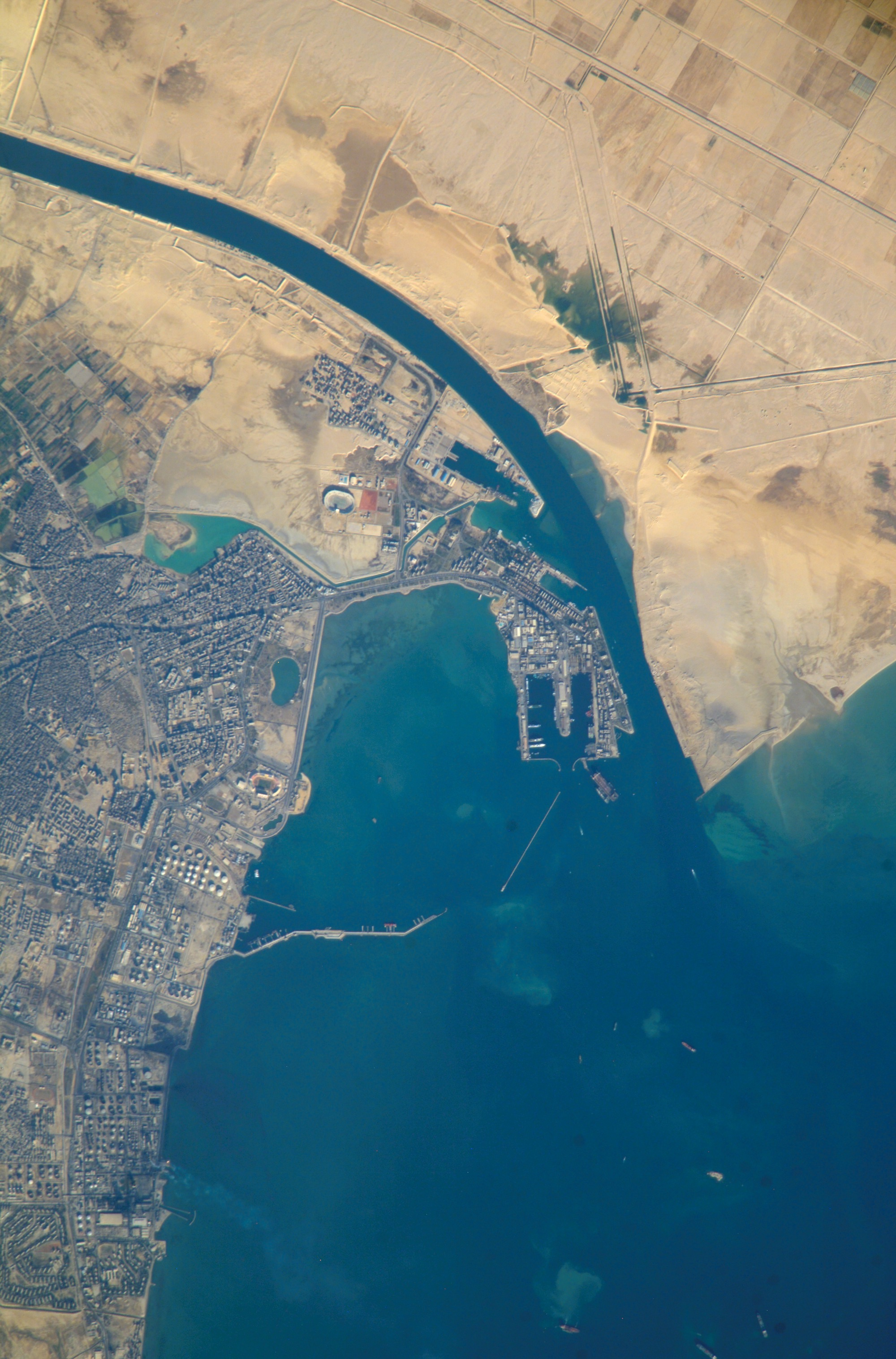
エジプトを通過し、ポートサイド付近の地中海を結ぶスエズ運河の南端にある、港と都市の写真

- タウフィーク港 スエズ運河入口の西にある。港はイブラーヒーム・ドックを使用している。
- ペトロリウム・ドック エル＝ゲディーダ湾の西部にある。
- アターカ港 漁港。境界は、港の防波堤によって仕切られている。

イブラーヒーム・ドック、ペトロリウム・ドック、アターカ港、アダビーヤ港、ニュー・ペトロレウム・ベース以外の水域は、スエズ運河管轄内となる。

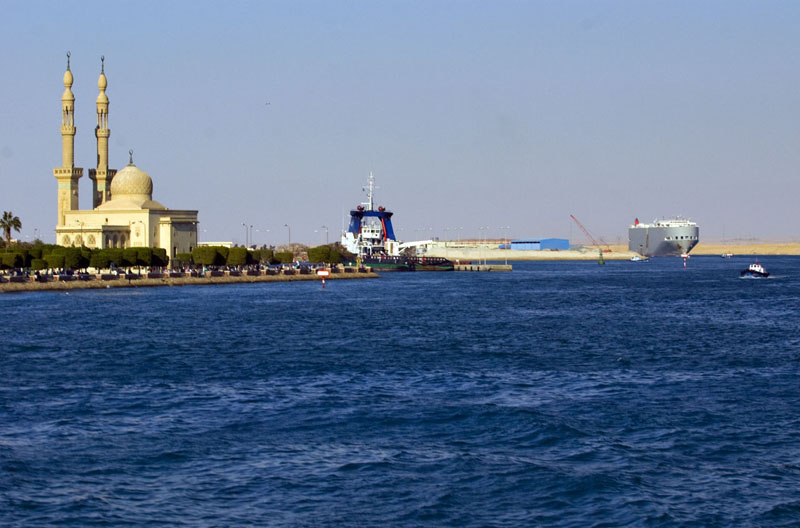
スエズ港、タウフィーク港付近。
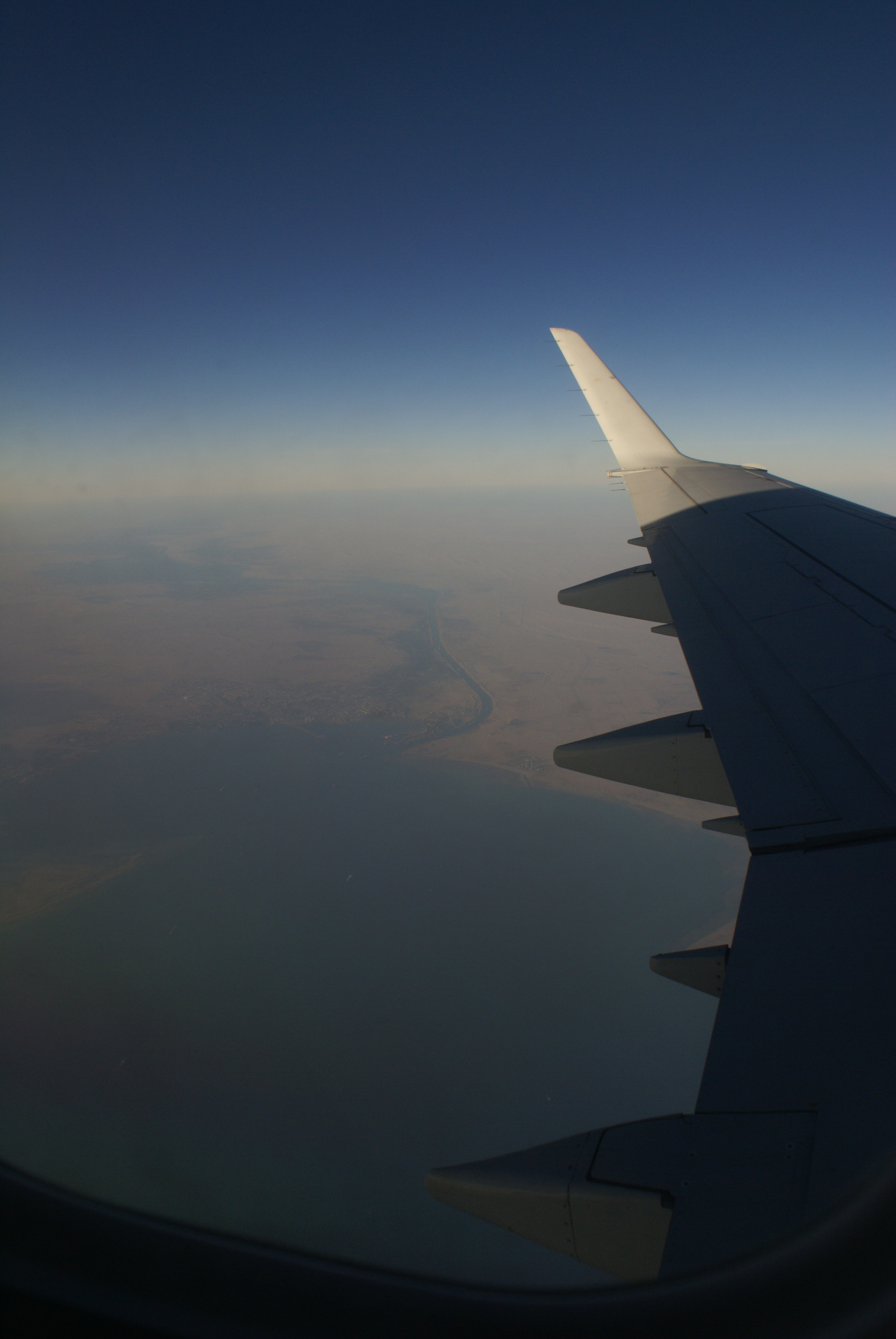
紅海上空の飛行機からスエズ運河を望む写真。スエズ港がみえる。
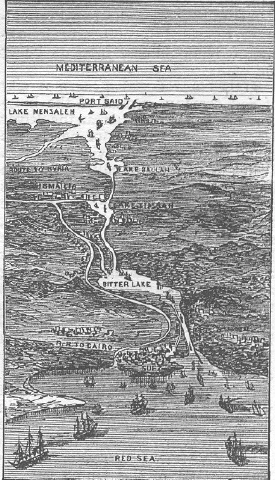
1881年のスエズ運河の風景画。スエズ港が描かれている。
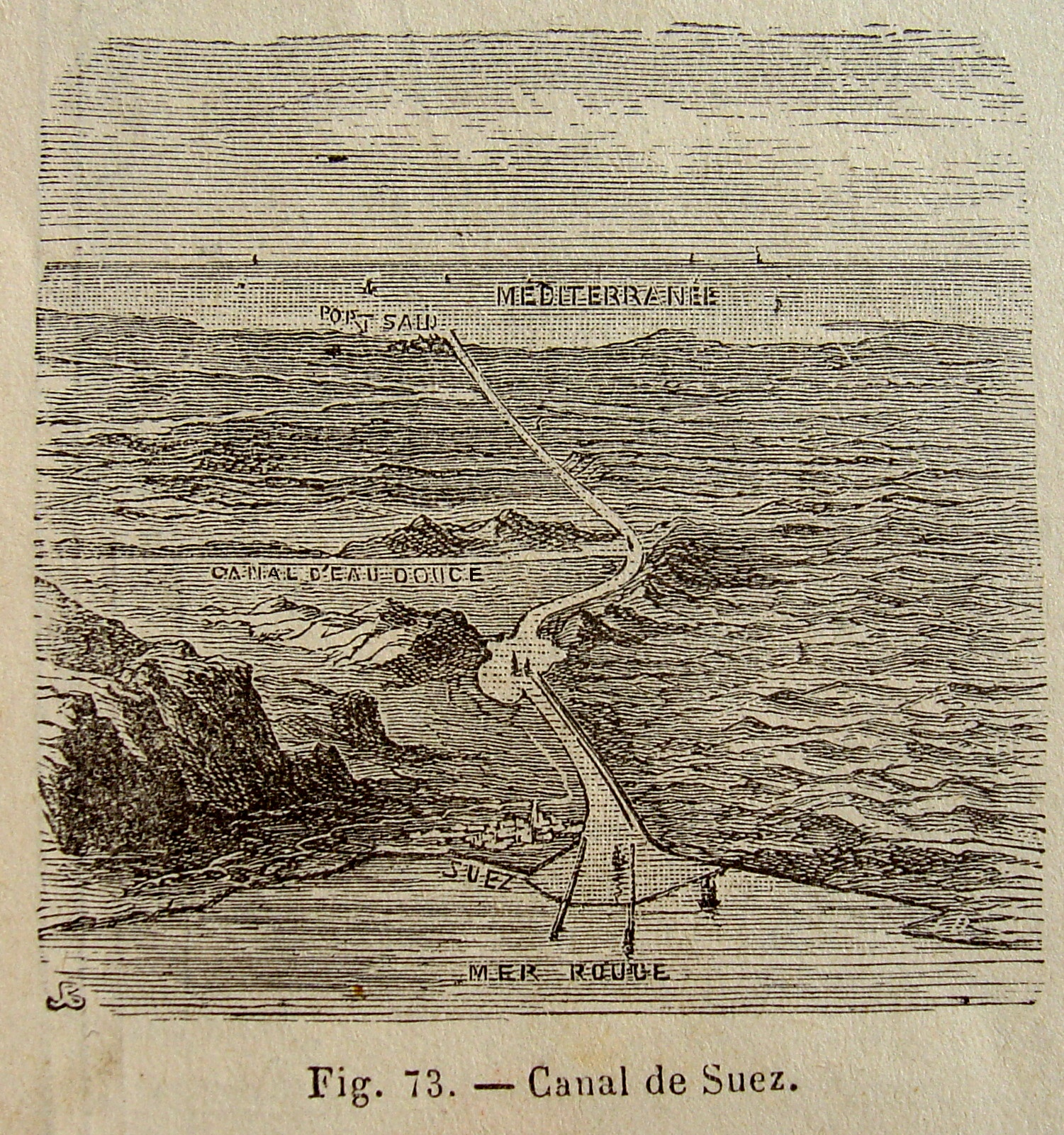
同じく、1882年の風景画。